# Rusal
United Company RUSAL er et russisk mineselskab og metalvirksomhed. De er specialiseret i bauxit, aluminiumoxid og aluminium og er verdens næststørste aluminiumsproducent med 9 % af verdens produktion.
United Company blev etableret i 2007 ved en fusion mellem RUSAL (Russkiy alyuminiy, lit. Russisk aluminium), SUAL og aluminiumsaktiverne i Glencore. De har aktiver i 13 lande og over 61.000 ansatte.